# Фридман, Дэвид Директор
Дэвид Директор Фридман (англ. David Director Friedman, родился 12 февраля 1945) — американский экономист, писатель и теоретик либертарианства.
Сын известного экономиста, основоположника Чикагской школы Милтона Фридмана

## Биография
Известен своими учебниками по микроэкономике и теорией саморегулирующегося общества анархо-капитализма, базовые принципы работы которого описаны в его самой популярной книге «Механика свободы» (1973, переиздана в 1989 и 2015). Также написал ряд других книг и статей: «Теория цен: краткий экскурс» (1986), «Порядок в праве. Какое отношение экономика имеет к праву и почему это важно» (2000), «Скрытый порядок: экономика повседневной жизни» (1996), «Несовершенство Будущего» (2008).

## Жизнь и работа
Дэвид Фридман родился в семье известных экономистов Милтона и Розы Фридман. Дэвид Фридман окончил с отличием Гарвардский университет в 1965 году со степенью бакалавра в области физики и химии. Позже он получил степень магистра по теоретической физике (1967) и степень доктора философии (1971) в Чикагском университете, хотя он наиболее известен по работе в других областях.
Несмотря на свою более позднюю карьеру, он никогда не брал уроки для кредитования ни по экономике, ни по праву. В настоящее время[когда?] он профессор права в университете Санта-Клары и главный редактор журнала «Liberty». По мировоззрению атеист. Его сын Пэтри Фридман также является теоретиком либертарианства и анархо-капитализма, в частности систейдинга.

### Либертарианство
В своей книге «Механика свободы» (1973) Фридман обрисовал оригинальную модель анархо-капитализма, где все товары и услуги, в том числе закон как таковой, создаются в процессе саморегуляции на свободном рынке. В этом отличие данной теории от варианта, предложенного Мюрреем Ротбардом, в котором правовой договор создаётся договаривающимися сторонами заранее, до создания анархо-капиталистического сообщества. Фридман адвокатирует инкременталистский подход к построению анархо-капитализма путём постепенной приватизации областей захваченных государством, включая такие сферы как законотворчество и самоуправление. В своей книге он высказывается резко отрицательно о возможности принудительной анархо-капиталистической революции.
Фридман предпочитает консеквенциалистский подход к проблеме построения анархо-капитализма. Его версия либертарианства не основана на предположении о «неприкосновенности естественных прав», а опирается на анализ затрат и выгод от вмешательства или же невмешательства государства. Данный подход сильно отличается от идеи «естественного права», который прежде всего был предложен экономистом австрийской школы и либертарианским теоретиком Мюрреем Ротбардом.

## Хобби и личная жизнь
Фридман является давним членом Общества историков-реконструкторов, где он известен как герцог Кариадок Лучник. Он известен среди участников общества благодаря статьям по философии рекреационизма и практическому историческому рекреационизму, в особенности средневековому. Его работы собраны в сборнике «Творчество Кариадока».
Также Фридман известен как писатель-фантаст и автор фантастического романа «Харальд» (Baen Books, 2006).

### Научная литература
- 1988. Сборник Кариадока (англ.)

- 2015 (1973). «Механика Свободы». (англ.)
- 1990 (1986). «Теория цен: краткий экскурс» Southwestern Publishing. (англ.)
- 1996. «Скрытый порядок: экономика повседневной жизни». (англ.)
- 2000. «Law’s Order: What Economics Has to Do with Law and Why It Matters» Princeton Univ. Press. (англ.)
- 2005. «Дело о конфиденциальности» в современных дискуссиях по прикладной этике. Wiley-Blackwell.
- 2008. «Несовершенство Будущего: технология и свобода в современном мире». (англ.)
- Порядок в праве. Какое отношение экономика имеет к праву и почему это важно. — М.: Изд-во Института Гайдара, 2017. — 576 с. — ISBN 978‑5‑93255‑494‑4
- 2019. Legal systems very different from ours (англ.)
  - Дэвид Фридман, Питер Лисон, Дэвид Скарбек Правовые системы, сильно непохожие на нашу. / Пер. англ.: Алексей Нефедов, Дмитрий Коваленко. — М.: [б. и.] ; Челябинск : Социум, 2024. — 454 с. ISBN 978-5-91603-194-2

### Художественная литература
- «Харальд» (книга), 2006
- Саламандра (англ.) (не публ.)